# Moreira (Puenteareas)
San Martín de Moreira es una parroquia que se encuentra en el ayuntamiento de Puenteareas. Según el padrón municipal del 2004, tenía 675 habitantes (345 mujeres y 330 hombres), distribuido en 13 identidades de población, lo que supone un aumento en relación con el año 1999 cuando tenía 654 habitantes.

## Geografía
La parroquia limita con Salvatierra de Miño y está a dos quilómetros de Puenteareas y a catorce quilómetros de Portugal.

## Fiestas
Se celebran dos fiestas importantes al año: a finales de agosto, La Virgen de la Consolación y a mediados de noviembre, la fiesta del patrón: San Martín.

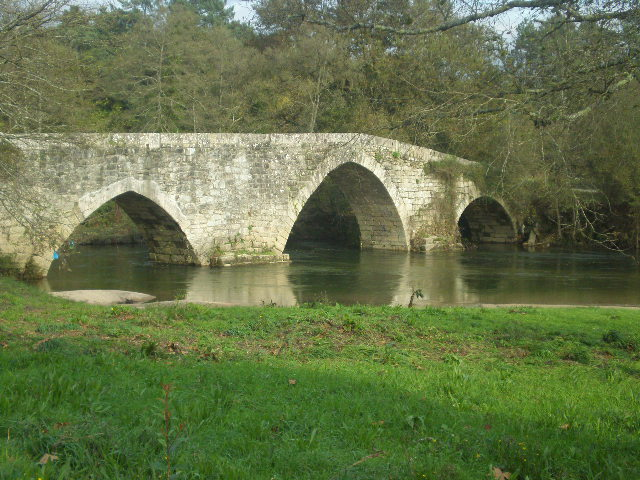
Puente romano de Moreira.
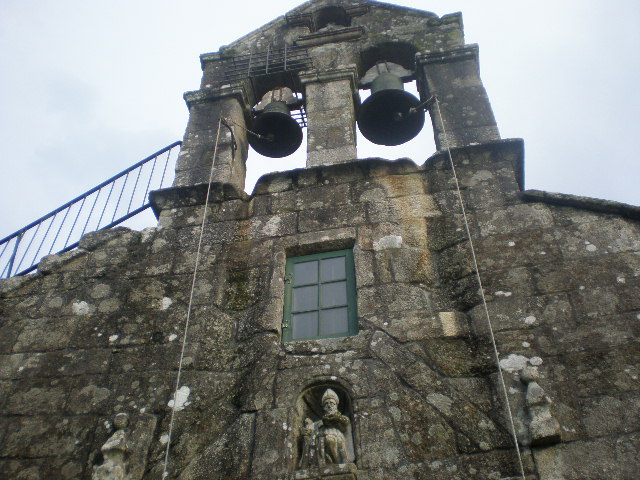
Iglesia de San Martín de Moreira.